# 反骨男孩
反骨男孩（英語：Wackyboys）为2012年成立的台灣YouTuber的團體，前期成員由酷炫（莊堯宣）、孫生（孫羿泩）、瑋哥（陳睿瑋）、琳妲（林羿禎）凡凡（焦曉凡）五人組成，後來加入培根（饒培生）、本本（江佑真）、蕾菈（何蕾伊菈）、Aries艾瑞絲（盧昕妤）、語謙（陳語謙）。所屬經紀公司為有感覺娛樂。

## 簡介
反骨男孩核心三人（酷炫、孫生和瑋哥）一開始以當藝人為目標，經常出現於各大選秀節目，為此互相認識。其後轉戰網路，2016年起透過告白四招、模仿四招、饒舌時間等單元逐漸興起。
反骨男孩核心三人各有擅長：酷炫負責影片導演、拍攝與後製剪接；孫生主要負責演出；瑋哥身兼演員、道具組與星探，許多影片的新人都是由瑋哥尋找。
反骨男孩曾歷過低高潮，例如曾幫很多廠商先墊款拍片，之後卻遭拖款甚至不給款。團隊曾跑去朋友的工作室借錢。反骨男孩不將重心放在尋找業配機會，並透過拍攝創作影片聚集粉絲，直到2017年模仿愛奇藝選秀節目《中国有嘻哈》的影片《台灣有嘻哈》開始爆紅。
YouTube頻道著名系列包括「誰來稽查」、「現在不能走心」、「我被開除了」等。

## 爭議

### 模仿中國有嘻哈
反骨男孩2017年起透過模仿《中國有嘻哈》而逐漸獲得知名度，但也引起部分音樂人的批評。饒舌歌手MC耀宗、青木和JV陳政文為此希望反骨男孩別再拿饒舌文化開玩笑拍不入流的影片，未獲善意回應；為此，MC耀宗特別寫歌「Diss」反骨男孩。

### 模仿黑人抬棺
2020年6月，反骨男孩上傳模仿黑人抬棺专业团队的影片，影片中成员们塗黑臉模仿迦納黑人的舉動引發非裔台湾籍运动员戴維斯的批评。反骨男孩透过有感覺娛樂发表声明向观众致歉，称創作目的為反應抬棺舞之趣味，而非針對任何種族或人種之嘲諷或歧視；并删除影片。

### 調侃王陽明
2024年，反骨男孩酷炫在社交媒體發文調侃王陽明廣告太多：「王陽明到底在邱什麼？」王陽明回應笑臉符號，事件未進一步發酵。

### 酷炫被指控偷拍且散播私密影片
2023年6月，酷炫被網紅星宣控訴偷拍私密影片並分享給他人嘲笑，受害者包含多名網紅、藝人及粉絲。酷炫表示自己「沒有做任何違反法律的行為」，並將一切交由司法審判。

## 成員列表
| 反骨一軍成員列表                      | 反骨一軍成員列表 | 反骨一軍成員列表                                                                     |
| ------------------------------------- | ---------------- | ------------------------------------------------------------------------------------ |
| 藝名                                  | 本名             | 其他名                                                                               |
| 酷炫                                  | 莊堯宣           | 台灣區天母分部莊總裁、小苦苓、天母無聊怪、大黃蜂車主狸貓土豪富二代、私立大同大學、宣 |
| 琳妲                                  | 林羿禎           | 超跑女神 蛋                                                                          |
| 反骨二軍、三軍成員列表                |                  |                                                                                      |
| 藝名                                  | 本名             | 其他名                                                                               |
| 培根                                  | 饒培生           | 根哥                                                                                 |
| 賽                                    | 賽樂提           | Sai、幸福教練                                                                        |
| 慕斯                                  | 陳慕詩           | 老地精                                                                               |
| 安妮                                  | 吳秀寬           | 69大魔王                                                                             |
| 蕾菈                                  | 何蕾伊菈/何雷拉  | Lyla、YT界鄧紫棋                                                                     |
| 語謙                                  | 陳語謙           | 語謙三個字、小廢物語謙                                                               |
| 那對爸媽                              | 莊華山&張玉玟    | 莊爸&莊媽、師父&師母                                                                 |
| 少安 （2020年11月暂时退出，2023回归） | 張少安           | 小地精                                                                               |
| 蔡艾軒 Phoebe                         | 蔡艾軒           | 軒姐宸妹-雙胞胎姐姐                                                                  |
| 蔡艾宸 Christina                      | 蔡艾宸           | 軒姐宸妹-雙胞胎姐姐                                                                  |
| 凱特 KATE                             |                  | 凱特小姐姐                                                                           |
| 沁柔 Chin                             |                  | 柔柔                                                                                 |
| 反骨幕後協助成員列表                  |                  |                                                                                      |
| 外號                                  | 本名             | 協助工作項目                                                                         |
| 小李                                  |                  | 剪輯、攝影                                                                           |
| 守衛                                  |                  | 剪輯、攝影                                                                           |
| 小胖                                  | 莊宗偉           | 剪輯、企劃                                                                           |
| Kaiy                                  |                  |                                                                                      |
| Reng禹倫                              |                  |                                                                                      |
| 恩恩                                  |                  |                                                                                      |
| 13                                    |                  |                                                                                      |
| 小賈                                  | 胡敬強           | 部分合作伙伴兼音樂萬花筒節目製作人兼主持人                                           |

## 前成員
| 成員列表     | 成員列表 | 成員列表                                    |
| ------------ | -------- | ------------------------------------------- |
| 藝名         | 本名     | 其他名                                      |
| 凡凡         | 焦曉凡   | 焦凡凡                                      |
| 瑋哥         | 陳睿瑋   | 壓頭獸、瑋爵爺                              |
| 祖賢         | 江姿嫻   | 政大王祖賢                                  |
| 本本         | 江佑真   | 張俊本                                      |
| 艾瑞絲       | 盧昕妤   | Aries、艾銳氣公主                           |
| 孫生         | 孫羿泩   | Soon、大橋頭營運長、火車便當、孫總裁....... |
| 幕後成員列表 |          |                                             |
| 外號         | 本名     | 協助工作項目                                |
| 窗口文彥     | 范文彥   | 經紀、窗口                                  |
| 怡伶、10     | 劉怡伶   | 經紀                                        |
| 東東         |          | 經紀                                        |
| 小廣         | 陳廣儀   | 剪輯、攝影                                  |
| 莊正         | 莊正     | 攝影                                        |
| 黛西Daisy    |          | 剪輯                                        |
| 芯瑩         | 廖芯瑩   | 剪輯                                        |
| 孟穎         | 李孟穎   | 剪輯                                        |
| 昌鴻         | 李昌鴻   | 剪輯                                        |
| 喜德         | 李弘章   | 剪輯                                        |

## 戲劇
- 2010年《萌學園2聖戰再起》瑋哥(陳睿瑋) 飾演 哞哞同學
- 2012年《廉政英雄》小賈(胡敬強) 飾演 逮捕嫌犯警察、夜店酒客
- 2012年《螺絲小姐要出嫁》小賈(胡敬強) 飾演 光強LED公司員工
- 2012年《東門四少》小賈(胡敬強) 飾演 精品百貨公司員工
- 2013年《天下女人心》小賈(胡敬強) 飾演 方慶昌之手下、拖拉庫之手下
- 2013年《親愛的，我愛上別人了》小賈(胡敬強) 飾演 抗議民眾
- 2013年《真愛黑白配》小賈(胡敬強) 飾演 醫院病患
- 2013年《風水世家》小賈(胡敬強) 飾演 議長王金虎之手下、警衛保全
- 2014年《龍飛鳳舞》小賈(胡敬強) 飾演 三輪車司機
- 2015年《一代新兵之八極少年》小賈(胡敬強) 飾演 警衛大隊八極分隊學員
- 2015年《他看她的第2眼》小賈(胡敬強) 飾演 醫院病患
- 2015年《甘味人生》小賈(胡敬強) 飾演 圍觀民眾
- 2016年《我家是戰國》小賈(胡敬強) 飾演 曾曉燕之相親對象
- 2016年《阿不拉的三個女人》小賈(胡敬強) 飾演 軍官
- 2019年《90後的我們》酷炫(莊堯宣)、瑋哥(陳睿瑋)、培根(饒培生) 飾演 流浪漢
- 2020年《天之驕女》瑋哥(陳睿瑋) 飾演 李雨菲大學獸醫系之學長

## 音樂作品

### 正式單曲

#### 2015
- 《接個手機吧》

#### 2017
- 《決戰光明頂》
- 《請問你是處女嗎》

#### 2018
- 《瘋狂滋味》
- 《接業配》
- 《痘痘那邊》[19]

#### 2019
- 《壓在地上打》
- 《你覺得菜棒還是肉棒》
- 《舞池喇一喇》

#### 2020
- 《好笑嗎》

#### 2021
- 《想紅想瘋了》
- 《積極太陽》ft. Asiaboy 禁藥王 & Lizi 栗子

#### 2022
- 《墮落天子》ft.麻吉弟弟
- 《現在我只能說》ft.李芷婷Nasi

### 改編

#### 2018
- 《幹大事 地精版本》[20]
- 《五根香蕉-哈我那》[21]

#### 2019
- 《霸 丸回來了》[22][23]
- 《手機被幹》[24]

### 合作單曲

#### 2019
- 《發浪》[25]

### MV執導

#### 2019
- 《馬子狗》八三夭831 feat. 玖壹壹[26]

## 獎項紀錄
| 年份 | 典禮        | 獎項             | 入圍作品                                                                   | 結果 |
| ---- | ----------- | ---------------- | -------------------------------------------------------------------------- | ---- |
| 2020 | 第2屆走鐘獎 | 最佳美術設計獎   | 反骨神曲【壓在地上打】Official MV 包廂內吃吃 Prod. 麻吉弟弟                | 提名 |
| 2020 | 第2屆走鐘獎 | 最佳攝影獎       | 反骨神曲【壓在地上打】Official MV 包廂內吃吃 Prod. 麻吉弟弟                | 提名 |
| 2020 | 第2屆走鐘獎 | 最佳剪輯獎       | 反骨大阪Vlog-多人出遊帶大家飛！台日友好交流？                              | 提名 |
| 2020 | 第2屆走鐘獎 | 最佳導演獎       | 三分鐘看完【AV地王】                                                       | 提名 |
| 2020 | 第2屆走鐘獎 | 最佳女主角獎     | 關於我是反黃腔大使                                                         | 提名 |
| 2021 | 第3屆走鐘獎 | 一級玩家獎       | 輸的被剃光頭？！說到做到！！！打LOL打贏世界冠軍！！！feat.TOYZ             | 獲獎 |
| 2021 | 第3屆走鐘獎 | 最佳 feat.別人獎 | 現在不能走心 EP3 ⭐- 博恩尷尬癌沒藥醫？！賀瓏是說謊精！feat.博恩、賀瓏     | 提名 |
| 2021 | 第3屆走鐘獎 | 最尬演技獎       | 摔爛酷炫公仔－1：1鋼鐵人半身雕像，酷炫氣得跳腳，好笑嗎？酷炫發飆又來了！！ | 提名 |

## 外部連結
- YouTube上的反骨男孩頻道